# Pectiniunguis ascendens
Pectiniunguis ascendens är en mångfotingart som beskrevs av Pereira, Minelli och Paolo Barbieri 1994. Pectiniunguis ascendens ingår i släktet Pectiniunguis och familjen småjordkrypare. Inga underarter finns listade i Catalogue of Life.